# Введенский собор (Ханья)
Собор в честь Введения во храм Пресвятой Богородицы (в обиходе — Трима́ртири греч. Εκκλησία της Τριμάρτυρης — Трёх свидетельств, в честь трёх престолов в соборе) — кафедральный собор Кидонийской и Апокоронской митрополии Критской православной церкви в Греции на Крите.
Расположен в городе Ханья, на площади восточнее улицы Халидон и представляет собой трёхнефную церковь с колокольней. Собор освящён в честь Введения во Храм Богородицы, приделы посвящены Святому Николаю (левый) и Трём Святителям (правый).

## История

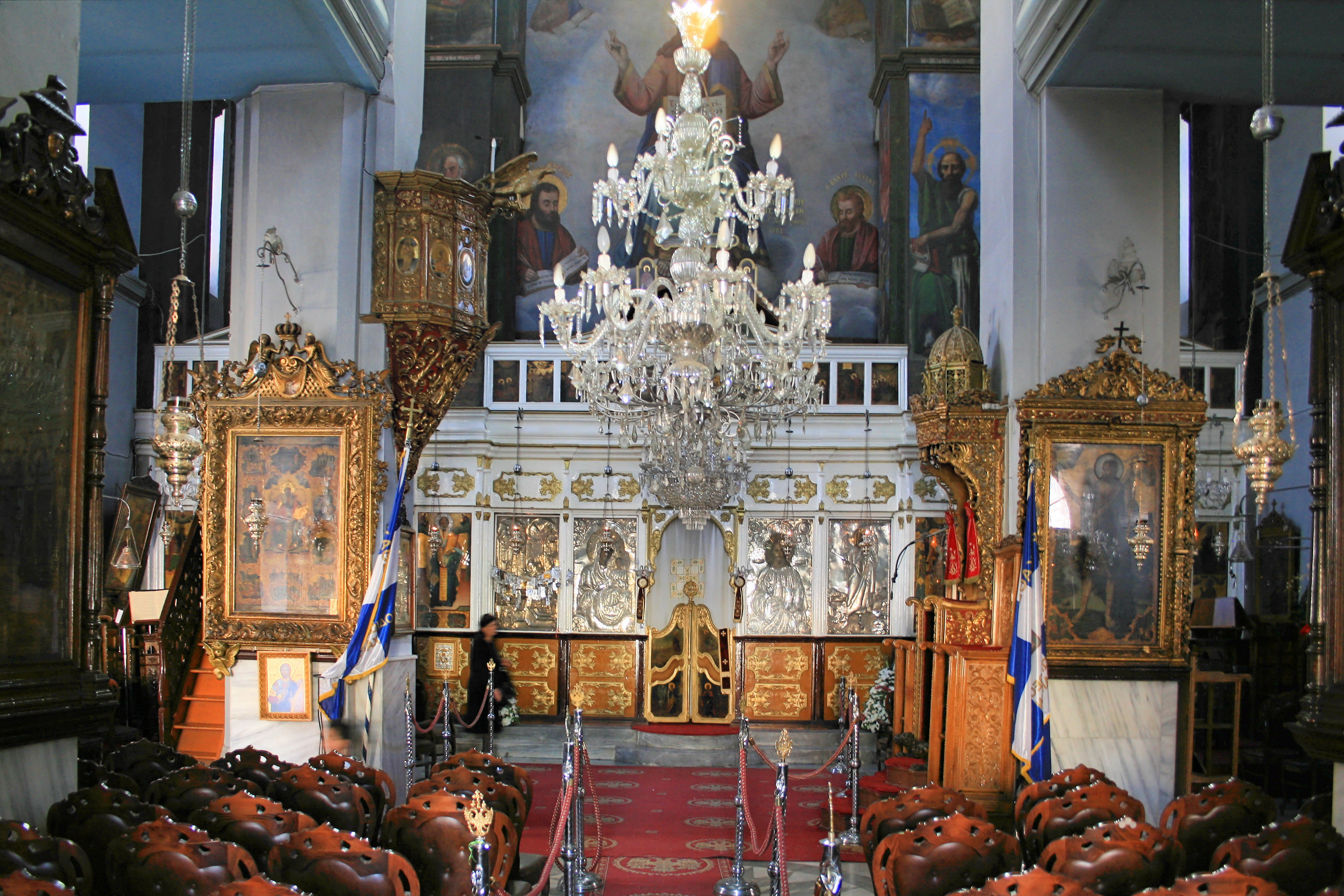
Интерьер собора

В XI веке, согласно сохранившимся историческим данным, на этом месте располагалась небольшая церковь, посвящённая Введению во храм Пресвятой Богородицы. Храм был разрушен венецианцами, а на его месте построен склад для располагавшегося поблизости католического монастыря.
В 1695 году, захватившие Крит турки, перестроили монастырский склад в цех по производству мыла, который проработал до 1850 года. В 1853 году султан Абдул-Меджид I назначил Мустафу-пашу на должность великого визиря Османской империи. Греческая христианская община Ханьи получила бывший мыловаренный цех в своё пользование и сто тысяч грошей от Мустафы-паши на перестройку его православный храм. Сын Мустафы-паши Велис-паша, как управляющий Крита, пожертвовал 30 тысяч грошей для устройства храма.
Освящение собора было совершено в 1861 году епископом Кидонийским Каллиником. Левый придел был освящён в честь святителя Николая в память о перестроенной турками в мечеть Никольской церкви в Спланзии.
Интерьер церкви украшен работами известных греческих иконописцев.